# Eria longicruris
Eria longicruris là một loài thực vật có hoa trong họ Lan. Loài này được Leav. mô tả khoa học đầu tiên năm 1909.